# براينت جي. وود
براينت جي. وود (بالإنجليزية: Bryant G. Wood)‏ هو عالم آثار أمريكي، ولد في 1936 في إنديكوت في الولايات المتحدة.